# Tevita Momoedonu
Tatu Tevita Momoedonu (Lautoka, 13 de febrero de 1946-Ibidem., 26 de noviembre de 2020) fue un político fiyiano que fue en dos breves ocasiones primer ministro de Fiyi.

## Carrera política
En la primera ocasión lo fue solo por unos pocos minutos el 27 de mayo de 2000 tras el golpe de Estado de George Speight. Su nombramiento ocurrió por ser el único ministro que no se encontraba en la Cámara de Representantes. La segunda vez duró un poco más, dos días, del 14 al 16 de marzo, sustituyendo interinamente a Laisenia Qarase. Desde el 2002 hasta el 2006 fue el embajador ante Japón.